# Claire Beck Loos
Claire Beck Loos (tchèque : Klára Becková-Loosová) est une photographe et écrivain née en 1904 à Pilsen et décédée en 1942 à Riga. Elle est l'auteur de Adolf Loos – A Private Portrait, ouvrage consacré à Adolf Loos dont elle est la troisième épouse.
Elle est déportée au camp de concentration de Theresienstadt en 1941 et meurt dans un camp de concentration à Riga en 1942.

## Vie et œuvre
Claire Beck est en relation avec les familles Beck, Hirsch, Turnowsky et Kraus qui lui demandent de modifier l'intérieur d'appartements à Pilsen et à Vienne. C'est alors qu'Adolf Loos conçoit ses espaces interstitiels entre les parois afin de créer une continuité de pièces. Claire Beck et Adolf Loos se fiancent après qu'il a invité la famille Beck à un spectacle de Joséphine Baker au printemps 1929 à Vienne. Leurs fiançailles sont précipitées à cause de l'opposition des parents de cette dernière. Ils s'épousent le 18 juillet 1929 ; elle est alors 34 ans plus jeune que lui ; comme il s'agit d'un mariage mixte, la communauté juive de l'époque ne valide pas le mariage. Ils divorcent le 30 avril 1932.
Claire Beck écrit Adolf Loos – A Private Portrait, un livre conçu sur le mode de courts récits relatant des moments brefs, qui rapporte le tempérament, les habitudes et les propos d'Adolf Loos ; l'ouvrage paraît d'abord en langue allemande sous le titre Adolf Loss Privat et est publié en 1936 à Vienne par l'éditeur Johannes Presse.
Claire Beck et sa mère Olga Feigl Beck partent pour Prague au début de la Seconde Guerre mondiale. Elles sont déportées à Theresienstadt et meurent dans un camp de concentration à Riga en 1942.

## Œuvres
- Adolf Loos - A Private Portrait, Claire Beck Loos, 2011, DoppelHouse Press, 200 p.  (ISBN 978-0-983-25400-3)[2].

## Sources
- Notices dans des dictionnaires ou encyclopédies généralistes :   - Deutsche Biographie
  - Encyclopédie de l'histoire de Brno
- Ressource relative aux beaux-arts :   - Artists of the World Online
- Notices d'autorité :   - VIAF
  - ISNI
  - IdRef
  - LCCN
  - GND
  - Pays-Bas
  - Israël
  - NUKAT
  - Tchéquie
  - WorldCat